# バラク (士師)

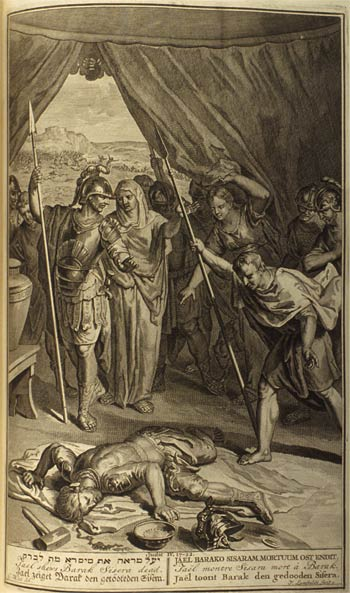
ヤイルに殺害されたシセラ

バラク（英語: Barak 、ヘブライ語: בָּרָק (baw-rawk') 、古代ギリシア語: Βαράκ 、「電光、稲妻」の意）は、旧約聖書の登場人物。士師の一人。
旧約聖書によれば、ナフタリのケデシュ出身のイスラエル人で、アビノアムの子（士師記 4:6）。士師エフドが死ぬと、イスラエル人は悪を行うようになり、カナン人の王ヤビンに20年間虐げられることとなった（士師記 4:1-3）。将軍シセラが率いるカナン軍との戦いにおいて、女預言者デボラと共にタボル山に1万人のイスラエル軍を招集した（士師記 4:7-14）。しかし、デボラも共に行く代わりに、シセラは女によって殺害されると預言される（士師記 4:9）。シセラ軍はそれを聞くと、ただちに鉄の戦車900両を装備させキション川に向かった（士師記 4:13）。イスラエル軍は軽装備であったが、タボル山を下りてシセラ軍に突入した（士師記 4:14）。キション川の流れは激しくなり、シセラ軍の戦車は身動きが取れず混乱し、全滅した（士師記 4:15-16、5:20-22）。将軍シセラはヤイルの天幕へと逃げたが、ヤイルはシセラが寝たすきに槌で天幕用の釘をシセラのこめかみから地面に向けて刺し通し殺害した（士師記 4:17-21）。イスラエルはその後40年間は平和な時代となった（士師記 5:31）。士師記5章の「デボラの歌」はこの時の戦勝を記念して歌われたものである。
新約聖書では、バラクは信仰の模範者として挙げられている（ヘブル人への手紙 11:32-34）。